# Гнилой Ташлык
Гнилой Ташлык (укр. Гнилий Ташлик) — левый приток реки Тясмин, протекающий по Звенигородскому и Черкасскому районам (Черкасская область, Украина).

## География
Длина — 66, 71,6 км. Площадь водосборного бассейна — 572, 578 км². Русло реки в среднем течении (между сёлами Поповка и Санжариха) находится на высоте 103,7 м над уровнем моря. Река используется для рыбоводства.
Берёт начало от ручьёв возле села Сердеговка. Река в верховье течёт на юго-восток, затем в среднем течении — восток, в нижнем течении — северо-восток. Впадает в водохранилище на реке Тясмин (на 89-км от её устья, в 1957 году — на 124-км от её устья) в городе Смела. По приустьевой части реки проходит административная граница города Смела.
Долина трапециевидная, симметрическая. Русло средне-извилистое, шириной 3-5 м. На реке созданы пруды и водохранилища. Питание снеговое и дождевое. Ледостав длится с декабря по март. Вода гидрокарбонатного класса со средней минерализацией 650 мг/дм³. Пойма очагами заболоченная, с луговой или тростниковой растительностью, есть лесные насаждения. Вдоль берегов созданы водоохранные полосы. В верховье (возле села Надточаевка) в период 1979—1990 годы существовал заказник Гнилой Ташлык площадью 2,8 га.
Притоки (от истока до устья): Марьянка (Марьяновка), Никуда, балка Голубенцева, Шостачка (Лебединка), Ковалиха; а также множество безымянных.
Населённые пункты на реке (от истока до устья):
Звенигородский район
1. Сердеговка
2. Надточаевка
3. Сигнаевка
4. Матусов

Черкасский район
1. Куцовка
2. Ташлык
3. Санжариха
4. Поповка
5. Терновка
6. Малая Смелянка
7. Великая Яблоновка
8. Смела